# Kvetnicová veža
Kvetnicová veža je horský vrchol o nadmořské výšce 2433 m nacházející se nedaleko od Gerlachovského štítu nad Velickou dolinou ve Vysokých Tatrách na Slovensku.